# 被动消防
被动消防是一座建筑物、海上设施或船舶中结构防火和火灾安全的一个不可分割的组成部分，对于一旦火灾发生时建筑物的稳定和完整非常重要。被动消防试图通过使用耐火的墙壁、地板和门及其他，以遏制火灾或减缓火焰的传播。被动消防系统必须经安全认证机构批准才可使用，以实现建筑规范所期望的效果。小型化防火隔间有利于阻止或减缓火势从火源的房间向其他地方的蔓延，从而减少火灾损失，并为建筑物中的人们紧急疏散或到达避难区域提供更多时间 。與被動消防相對的概念是主動消防。

## 常见的被动消防系统[2]
- 分等级的耐火墙
- 防火墙
- 阻燃玻璃
- 分等级的地板
- 入住间隔
- 防火阀
- 阻燃包层